# Понтек'янале
Понтек'янале (італ. Pontechianale, п'єм. Pontcianal) — муніципалітет в Італії, у регіоні П'ємонт, провінція Кунео.
Понтек'янале розташований на відстані близько 540 км на північний захід від Рима, 75 км на південний захід від Турина, 50 км на північний захід від Кунео.
Населення — 173 особи (2014).

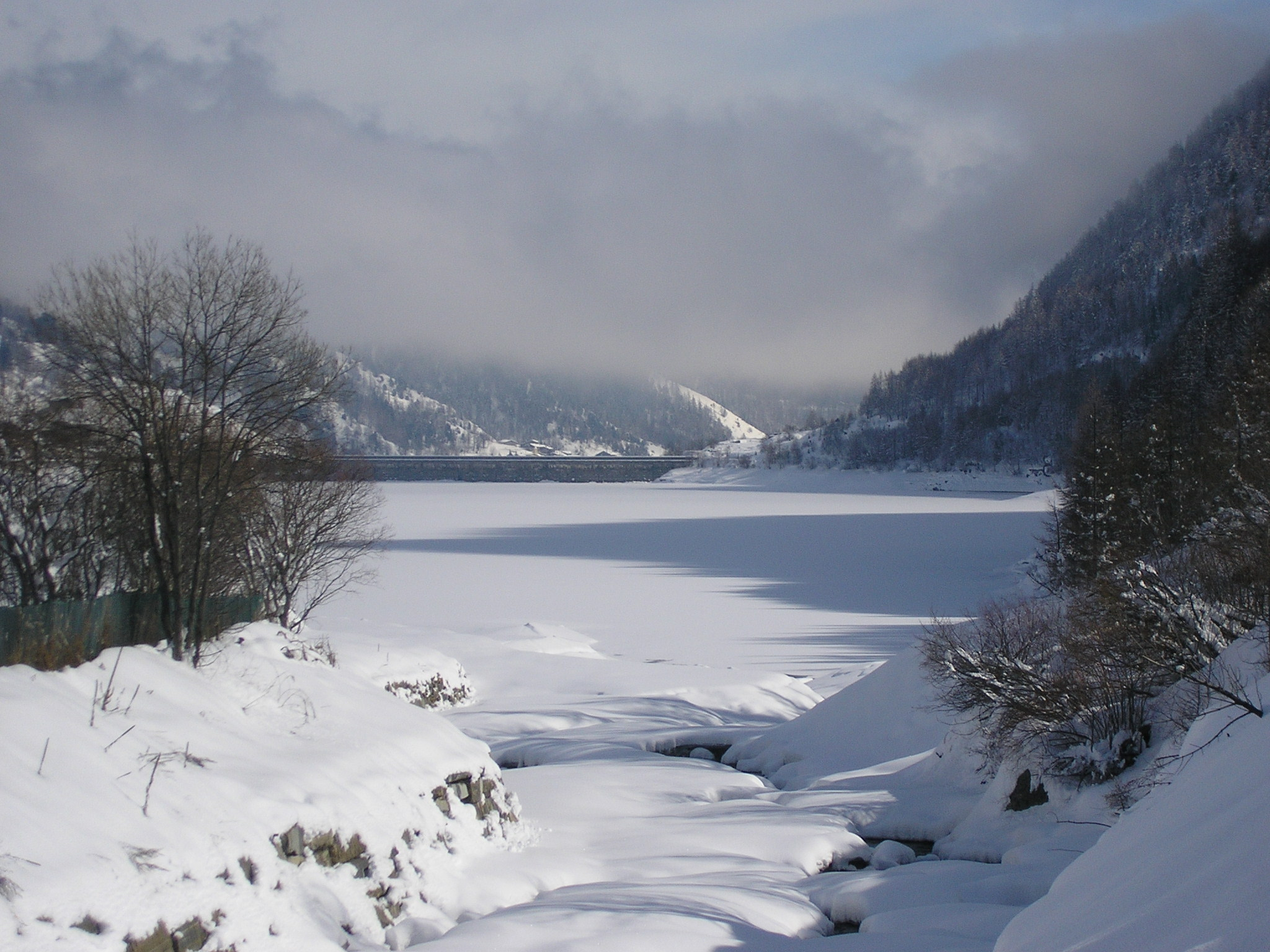

Щорічний фестиваль відбувається 22 липня. Покровитель — Santa Maria Maddalena.

## Демографія
Населення за роками:

Станом на 1 січня 2023 року в муніципалітеті офіційно проживало 6 іноземців з 3 країн, серед них 6 громадян країн Євросоюзу.

## Сусідні муніципалітети
- Белліно
- Кастельдельфіно
- Сампере
- Криссоло
- Ончино
- Сен-Веран (Франція)
- Сен-Поль-сюр-Юбе (Франція)
- Молін-ан-Кейра (Франція)
- Ристола (Франція)